# Liu Chia-liang
Pour les articles homonymes, voir Liu.
Dans ce nom chinois, le nom de famille, Liu, précède le nom personnel.
Liu Chia-liang (劉家良 en chinois, Lau Kar-leung en cantonais), né le 28 août 1936 à  Canton et mort le 25 juin 2013 à Hong Kong, est un réalisateur, acteur et chorégraphe chinois. Il est considéré comme l’une des figures les plus influentes de l’histoire du cinéma d’arts martiaux.

## Biographie
Son père Liu Cham a été disciple de Lin Shirong, le plus célèbre des élèves du maître Wong Fei-hung (ou Huang Fei-hong). Il entre dans le monde du cinéma en devenant cascadeur, directeur de chorégraphie au sein de la Shaw Brothers, où il s'occupait de régler les combats pour Chang Cheh (Un seul bras les tua tous, Le Retour de l'hirondelle d'or, ...) avant de se lancer lui-même dans la réalisation. 
En 1975, il réalise son premier film Wang Yu défie le maître du karaté (The Spiritual Boxer). À l'inverse de Chang Cheh dont les films se caractérisent par leur violence, les films de Liu Chia-liang reviennent aux sources des arts martiaux pour mieux les mettre en valeur sur les plans athlétique et philosophique. Il réalise la trilogie culte de la 36e chambre : La 36ème chambre de Shaolin, Retour à la 36ème chambre et Les Disciples de la 36ème chambre, où le héros, le moine San Te, apprend les arts martiaux par le biais d'exercices astucieux. Il fait se confronter les arts martiaux chinois et japonais dans Les Démons du karaté (Heroes of the East). Il réalise des comédies kung-fu avec Le Prince et l'arnaqueur et Le Singe fou du kung-fu.
Il a fait tourner son frère adoptif Gordon Liu dans de nombreux films : Le Combat des maîtres, Les Démons du karaté, La 36ème chambre de Shaolin, Retour à la 36ème chambre et Les Disciples de la 36ème chambre...
En 2005, il reçoit un Life Achievement Award au Golden Bauhinia Awards pour l'ensemble de sa carrière.
En 2013 il meurt des suites d'un cancer.

## Filmographie

### Réalisateur

#### Années 1970
- 1975 : Wang Yu défie le maître du karaté (The Spiritual Boxer, Shen da)
- 1976 : Le Combat des maîtres (Challenge of the Masters, Huang Fei-hong yu liu a cai)
- 1977 : Les Exécuteurs de Shaolin (Executioners From Shaolin, Hung Hsi-Kuan)
- 1978 : La Mante religieuse (Shaolin Mantis, Tang lang)
- 1978 : La 36e Chambre de Shaolin (36th Chamber of Shaolin , Shao Lin san shi liu fang)
- 1979 : Les Démons du karaté ou Shaolin contre Ninja (Heroes of the East, Zhong hua zhang fu)
- 1979 : Spiritual Boxer 2 (Mao shan jiang shi quan)
- 1979 : Le Prince et l'arnaqueur (Dirty Ho, Lan tou He)
- 1979 : Le Singe fou du kung-fu (Feng hou)

#### Années 1980
- 1980 : Retour à la 36e chambre (Return to the 36th Chamber, Shao Lin ta peng hsiao tzu)
- 1980 : Emperor of Shaolin Kung Fu
- 1981 : Martial Club (Wu guan)
- 1981 : Lady Kung-Fu (Cheung booi)
- 1982 : Cat Versus Rat (Yu mao san hu jin mao shu)
- 1982 : Les 18 armes légendaires du kung-fu (Legendary Weapons of China, Shih ba pan wu yi)
- 1983 : Les Huit Diagrammes de Wu-Lang (Wu lang ba gua gun)
- 1983 : The Lady Is the Boss (Chang jen men)
- 1984 : Carry On Wise Guy (Po jie da shi)
- 1985 : Les Disciples de la 36e chambre (Disciples of the 36th Chamber , Pi li shi jie)
- 1986 : Les Arts martiaux de Shaolin (Martial Arts of Shaolin , Nan bei Shao Lin)
- 1988 : Tiger on the Beat (Lo foo chut gang)
- 1989 : Mad Mission 5 (Xin zuijia paidang)

#### Années 1990
- 1990 : Tiger on the Beat 2 (Lao hu chu geng 2)
- 1992 : Opération Scorpio (Jie zi zhan shi)
- 1994 : Combats de maître (Drunken Master 2, Jui kuen II)
- 1994 : Drunken Master 3 (Jui kuen III)

#### Années 2000
- 2002 : Drunken Monkey (Chui ma lau)

### Chorégraphe
- 1967 : Un seul bras les tua tous (The One-Armed Swordsman) de Chang Cheh
- 1968 : Le Retour de l'hirondelle d'or (Golden Swallow) de Chang Cheh
- 1972 : Il faut battre le Chinois pendant qu'il est chaud de Chang Cheh
- 1972 : Le Justicier de Shanghaï (The Boxer from Shangtung) de Chang Cheh
- 1972 : La Légende du lac (The Water Margin) de Chang Cheh
- 1973 : Frères de sang (Blood Brothers) de Chang Cheh

## Récompenses
- 1983 : Nomination au prix des meilleures chorégraphies lors des Hong Kong Film Awards pour Les 18 armes légendaires du kung fu.
- 1994 : Prix des meilleures chorégraphies lors du Golden Horse Film Festival pour Combats de maître 2.
- 1995 : Prix des meilleures chorégraphies lors des Hong Kong Film Awards pour Combats de maître 2.
- 1997 : Prix du meilleur film asiatique lors du festival FanTasia pour Combats de maître 2.
- 2005 : Life Achievement Award au Golden Bauhinia Awards
- 2010 : Life Achievement Award à la 29e cérémonie des Hong Kong Film Awards